# Thập niên 200 TCN
Thập niên 200 TCN hay thập kỷ 200 TCN chỉ đến những năm từ 200 TCN đến 209 TCN.